# Public Health Observatorium
Ein Public Health Observatorium, auch Beobachtungsstelle für Public Health/Öffentliche Gesundheit (englisch: Public health observatory), ist eine Organisation oder ein Programm, das Public-Health-Maßnahmen und die Gesundheitsversorgung in einer bestimmten Region oder zu einem bestimmten Thema erfasst, analysiert und bekannt macht, um die für Gesundheitspolitik Verantwortlichen zu informieren. Je nach geografischem Gebiet oder Arbeitsschwerpunkt werden solche Einrichtungen als „internationale, nationale oder regionale Public Health Observatorien“ bezeichnet.

## Ziele und Aufgaben von Public Health Observatorien
Die Hauptziele nationaler Gesundheitsobservatorien bestehen darin, die Verfügbarkeit und den Gebrauch von Informationen und Belegen (Evidenz) über Gesundheitszustand, die Entwicklung der Gesundheitsversorgung und über die gesellschaftlichen Rahmenbedingungen für den politischen Dialog zu verbessern. Weitere Ziele sind die Überwachung und Bewertung der Umsetzung der nationalen Public Health-Strategien und -Pläne. Um diese Ziele zu erreichen, werden nationale Gesundheitsobservatorien oft auf folgenden Gebieten tätig:
- Datensammlung: Zusammenführen von Daten zu Gesundheit, Krankheit und Gesundheitsversorgung aus verschiedenen Quellen unter Nutzung einheitlicher Datenstandards.
- Wissenstransfer: Daten-Analyse und -Synthese, Umwandlung von Daten in Wissen und Integration der Erkenntnisse in Informationsangebote.
- Wissensvermittlung: An den Bedarf der Zielgruppen angepasste Verbreitung von Informationsangeboten zur Entscheidungsunterstützung.
- Netzwerken: Bildung und Koordination von Partnerschaften zwischen den verschiedenen Akteuren des Gesundheitssystems.[5]

Die Aufgaben regionaler Public Health Observatorien wurden im Jahr 2000 am Beispiel englischer Einrichtungen wie folgt beschrieben: Überwachung von Gesundheits- und Krankheitstrends und Aufzeigen von Bereichen mit Handlungsbedarf, insbesondere auch zur Frühwarnung; Aufzeigen von notwendigen, aber nicht vorhandenen Gesundheitsinformationen; Beratung zu Folgen gesundheitlicher Ungleichheit; Zusammenführung von Informationen zur Gesundheitsförderung; Wirksamkeitsbewertung von Maßnahmen zur Gesundheitsversorgung.

## Verbreitung
In einer 2016 im European Journal of Public Health veröffentlichten Studie wurden weltweit mindestens 150 öffentliche Gesundheitsobservatorien erfasst, deren Hauptaufgaben in der Gesundheitsberichterstattung, der Datenanalyse und der Unterstützung einer evidenzbasierten Entscheidungsfindung bestehen. Ein Public Health Observatorium generiert selbst keine Primärdaten, sondern konzentriert sich auf die Synthese und Sammlung vorhandener Daten.

## Internationale Observatorien (Auswahl)
- WHO Global Health Observatory[8][9]
- WHO integrated African Health Observatory[10]
- European Climate and Health Observatory (Europäische Beobachtungsstelle für Klima und Gesundheit)[11]
- European Observatory on Health Systems and Policies
- Global Observatory for Physical Activity GoPA[12][13]
- Health Outcomes Observatory (H2O)[14]
- Injury Observatory for Britain and Ireland (IOBI)[15]

## Nationale und regionale Observatorien (Auswahl)

### Amerika
Brasilien
- Observatório de Clima e Saúde (Observatory of Climate and Health)[16]

### Europa
Belgien
- Sciensano[17]

Dänemark
- Statens Institut for Folkesundhed an der Süddänischen Universität[18]

Deutschland
- Robert Koch Institut

Finnland
- Terveyden ja hyvinvoinnin laitos THL (Finnish Institute for Health and Welfare)[19]

Frankreich
- Mitgliedsorganisation der Fédération nationale des observatoires régionaux de la santé (Fnors)[20]
- Santé publique France[21]

Italien
- Osservatorio Nazionale sulla Salute nelle Regioni Italiane (National Observatory on Health in the Italian Regions)[22]

Luxemburg
- Nationale Beobachtungsstelle für Gesundheit[23]

Norwegen
- Folkehelseinstituttet

Österreich
- Gesundheit Österreich

Schweden
- Folkhälsomyndigheten (Behörde für öffentliche Gesundheit)

Schweiz
- Schweizerisches Gesundheitsobservatorium (Obsan)[24]

Slowenien
- Nacionalni inštitut za javno zdravje NIJZ (National Institute of Public Health)[25]

Vereinigtes Königreich
- NHS Race & Health Observatory[26]
- Scottish Public Health Observatory[27]
- UK Health Security Agency